# Simone Anzani
Pour les articles homonymes, voir Anzani.
Simone Anzani, né le 24 février 1992 à Côme en Italie est un joueur italien de volley-ball. Il mesure 2,04 m et joue central. Il est international italien.

## Clubs
| Club              | De        | À         |
| ----------------- | --------- | --------- |
| Sisley Trévise    | 2010-2011 | 2010-2011 |
| Pallavolo Loreto  | 2011-2012 | 2011-2012 |
| Argos Volley      | 2012-2013 | 2012-2013 |
| Blu Volley Vérone | 2013-2014 | 2016-2017 |
| Sir Safety Ombrie | 2017-2018 | 2017-2018 |
| Modène Volley     | 2018-2019 | 2018-2019 |
| AS Volley Lube    | 2019-2020 | en cours  |

## Palmarès

### En sélection nationale
- Coupe du monde
  -  : 2015.
- Championnat d'Europe
  -  : 2015.
- Ligue mondiale
  -  : 2014.

### En club
| - Ligue des champions CEV - : 2018. - Mondial des clubs (1) - : 2019. - Coupe CEV (1) - : 2011. - Championnat d'Italie – Serie A (1) - : 2018. - : 2010. | - Challenge Cup CEV (1) - : 2016. - Coupe d'Italie – Serie A (3) - : 2018, 2020, 2021. - : 2010, 2011, 2019. - Supercoupe d'Italie (2) - : 2017, 2018. - : 2020. - : 2019. - Coupe d'Italie – Serie B - : 2012. |  |

### Distinctions individuelles
- 2021 : Championnat d'Italie (Serie A) – Meilleur contreur